# Rozière
Un rozière és un globus mixt format per un globus de gas i un globus montgolfier. Deu el seu nom al seu inventor, Pilâtre de Rozier.

## Característiques
Té dos compartiments: un compartiment estanc que conté un gas més lleuger que l'aire, generalment heli, i un compartiment obert amb aire que s'escalfa amb un cremador que funciona generalment amb propà.
El globus de gas proporciona una flotabilitat general i l'altitud es modifica controlant la temperatura de la secció d'aire calent (que escalfa igualment el gas). Aquesta tecnologia encara s'utilitza actualment perquè permet una major autonomia que la tècnica de control de l'altitud llançant gas (per baixar) o llast (per pujar).

## Història
És amb la intenció de poder creuar el Canal de la Mànega en globus que Pilâtre de Rozier va pensar l'any 1784 fer volar un globus cilíndric montgolfier penjat d'un globus esfèric inflat amb hidrògen. Va donar a aquesta embarcació original, de 22 metres d'alçada, el nom d'aero-globus. Hi anava a bord quan va morir el 17 de juny de 1785. Massa inflamable, l'hidrogen va ser substituït per heli.
El març de 1999 el globus rozière Breitling-orbiter III va fer un vol sense escala al voltant del món, establint els rècords següents:

- Durada del vol: 19 dies 21 hores 47 minuts
- Altitud màxima : 11.755 metres
- Velocitat màxima : 240 km/h
- Distància recorreguda : 45.755 quilòmetres
- Nombre de països sobrevolats : 26 països

El Breitling Orbiter III és un rozière, és a dir, un híbrid entre el globus montgolfière i el globus de gas. En el cas del Breitling Orbiter, un globus d'heli està tancat en un globus montgolfière (globus d'aire calent). A la nit, el pilot activa els seus cremadors per dilatar l'heli i així mantenir la seva altitud o guanyar-ne. Aquesta invenció permet vols més llargs, perquè no hi ha llast (sorra, aigua, ...) per prendre.
L'explorador Jean-Louis Etienne va dur a terme la primera travessa de l'Àrtida entre els dies 5 i 10 d'abril de 2010, en 121 hores. Va sortir des de l'arxipèlag noruec de Spitzberg. El científic francès, que llavors tenia 63 anys, va recórrer 3.130 quilòmetres fins a uns 250 quilòmetres al nord de Batagai a la Sibèria Oriental. Originalment havia d´aterrar a Alaska, però una tempesta de neu el va obligar a desviar-se del seu camí.

## A la literatura
El doctor Fergusson, a Cinc setmanes en globus de Jules Verne, controla l'altitud de la seva aeronau fent variar la temperatura del seu globus de gas; gràcies a un procediment que ha inventat.